# تاكايوشي كاجيكاوا
تاكايوشي كاجيكاوا (مواليد 10 مارس 1934) هو سبّاح ياباني، مثّل بلاده في الألعاب الأولمبية الصيفية 1952.

## روابط خارجية
تاكايوشي كاجيكاوا على موقع الاتحاد الدولي للسباحة (الإنجليزية)
- تاكايوشي كاجيكاوا على موقع أوليمبيديا (الإنجليزية)